# Hoofdklasse 1 (zaalkorfbal)
De Hoofdklasse 1 is de derde afdeling van het Belgische zaalkorfbal, bestaande uit acht teams. De inrichtende macht is de Koninklijke Belgische Korfbalbond (KBKB), die reeds bestaat sinds 1921.

## Competitie

### Clubs
De clubs uit de Hoofdklasse 1 zijn (seizoen 2022-'23):
- Catbavrienden
- Vobako
- Verde
- HMKC
- Ganda
- Neerlandia
- Hoevenen KC
- ASKC

### Promotie
De club die op het einde van het zaalseizoen eerste is geworden mag rechtstreeks naar de Promokorfbal League. Diegene die tweede eindigt speelt een eindronde match tegen de voorlaatste uit de eindstand van de Promokorfbal League.

### Degradatie
De laatste in de eindstand degradeert rechtstreeks naar de landelijke reeksen. De voorlaatste speelt een degradatieduel tegen een club uit de landelijke reeksen.